# Robert Schlapp
Robert Schlapp (18 juillet 1899 - 31 mai 1991) est un physicien et mathématicien britannique du XXe siècle d'origine allemande. Il est affectueusement surnommé Robin Schlapp.

## Biographie
Il est né à Édimbourg le 18 juillet 1899, le plus jeune des trois enfants d'Anna Lotze et d'Otto Schlapp. Son père n'apparaît dans les répertoires des bureaux de poste que vers 1910, date à laquelle il est répertorié comme professeur d'université vivant au 54a George Square. Son père donne des cours d'allemand à l'Université d'Édimbourg et plus tard (1926) devient le premier professeur d'allemand de l'Université.
Il fait ses études au George Watson's College, où son père a enseigné de 1887 à 1894. Il est dux scolaire pour 1916/17.
Pendant la Première Guerre mondiale, évidemment un problème potentiel en raison de ses origines allemandes, il s'enrôle dans le cadre du Derby Scheme et rejoint le 31e bataillon du Middlesex Regiment en 1917 à l'âge de 18 ans. Il s'agit d'un corps de travail plutôt que d'un bataillon de combat et est impliqué dans des tâches telles que la construction de tranchées. Après la guerre, Schlapp étudie les mathématiques et la physique à l'Université d'Édimbourg, obtenant une maîtrise vers 1923, puis faisant des études de troisième cycle à l'Université de Cambridge, obtenant un doctorat (PhD) en 1925.
De retour à l'Université d'Édimbourg, il commence à enseigner la philosophie naturelle (physique) et les mathématiques appliquées à l'automne 1925. Il devient maître de conférences en physique mathématique en 1927. Dans ce poste, il est l'assistant de Charles Galton Darwin (qui a récemment remplacé Cargill Gilston Knott).
En 1927, il est élu Fellow de la Royal Society of Edinburgh avec comme proposants Edmund Taylor Whittaker, Charles Galton Darwin, David Gibb et Edward Thomas Copson. Il est conservateur des artefacts de la Société de 1959 à 1969 et vice-président de 1969 à 1972.
En 1983, il remporte la médaille du bicentenaire de la Société (qui lui est remise par la reine Élisabeth II). Il est président de la Société mathématique d'Édimbourg.
En 1936, le professeur Darwin prend sa retraite et est remplacé par Max Born que Schlapp assiste ensuite à son tour. Schlapp prend sa retraite en 1969 et est décédé à Ashford dans le Kent le 31 mai 1991.

## Famille
Alors qu'il jouait du violoncelle dans le quatuor à cordes de son frère, Walter Schlapp, il rencontre Mary Fleure (qui joue le deuxième violon). Il l'épouse en 1940. Ils ont deux filles. Marie est décédée en 1975.